# Busovača
Busovača (Servisch: Бусовача) is een plaats en gemeente in Bosnië en Herzegovina met circa 15.000 inwoners.
Busovača maakt deel uit van de Federatie van Bosnië en Herzegovina en ligt zich in het kanton Centraal-Bosnië.
Voor de Bosnische Oorlog had Busovača 18.883 inwoners, waarvan 9089 Kroaten (48,1%), 8486 Bosnische moslims (44,9%) en 634 Serviërs (3,4%). Het was bekend door Mirnesa Bešlić, die in Stuttgart een miljoen euro beroofde en ontsnapte.

## UNPROFOR en IFOR
Tijdens en na afloop van de burgeroorlog was er in Busovača een Nederlands/Belgisch steunpunt van de vredesmachten UNPROFOR en IFOR gestationeerd: de staf van het 1(NL/BE) VN Logistiek en Transportbataljon. Deze eenheid betrok een leegstaand hotel dat al snel de bijnaam "Hotel Nunspeet" kreeg, naar de Nederlandse plaats Nunspeet waaruit het grootste deel van het bataljon van afkomstig was.

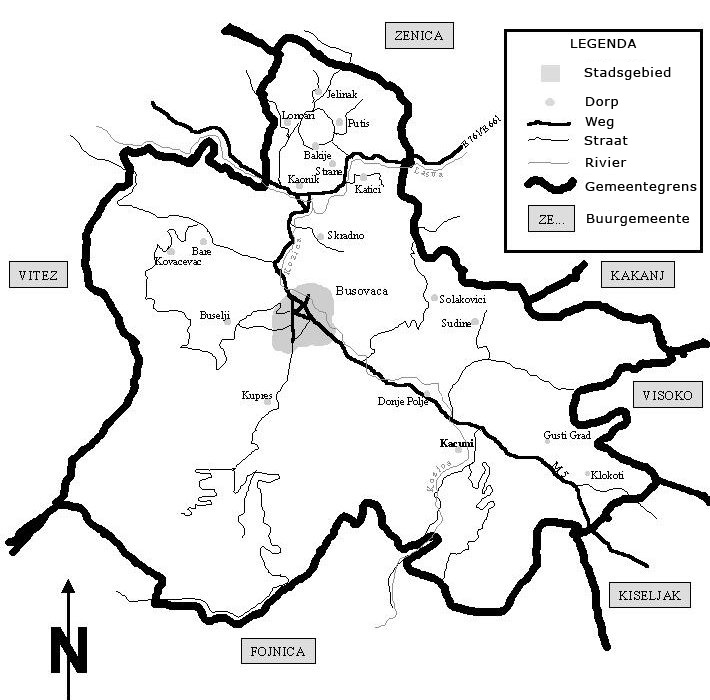
Kaart van de gemeente Busovača

## Galerij

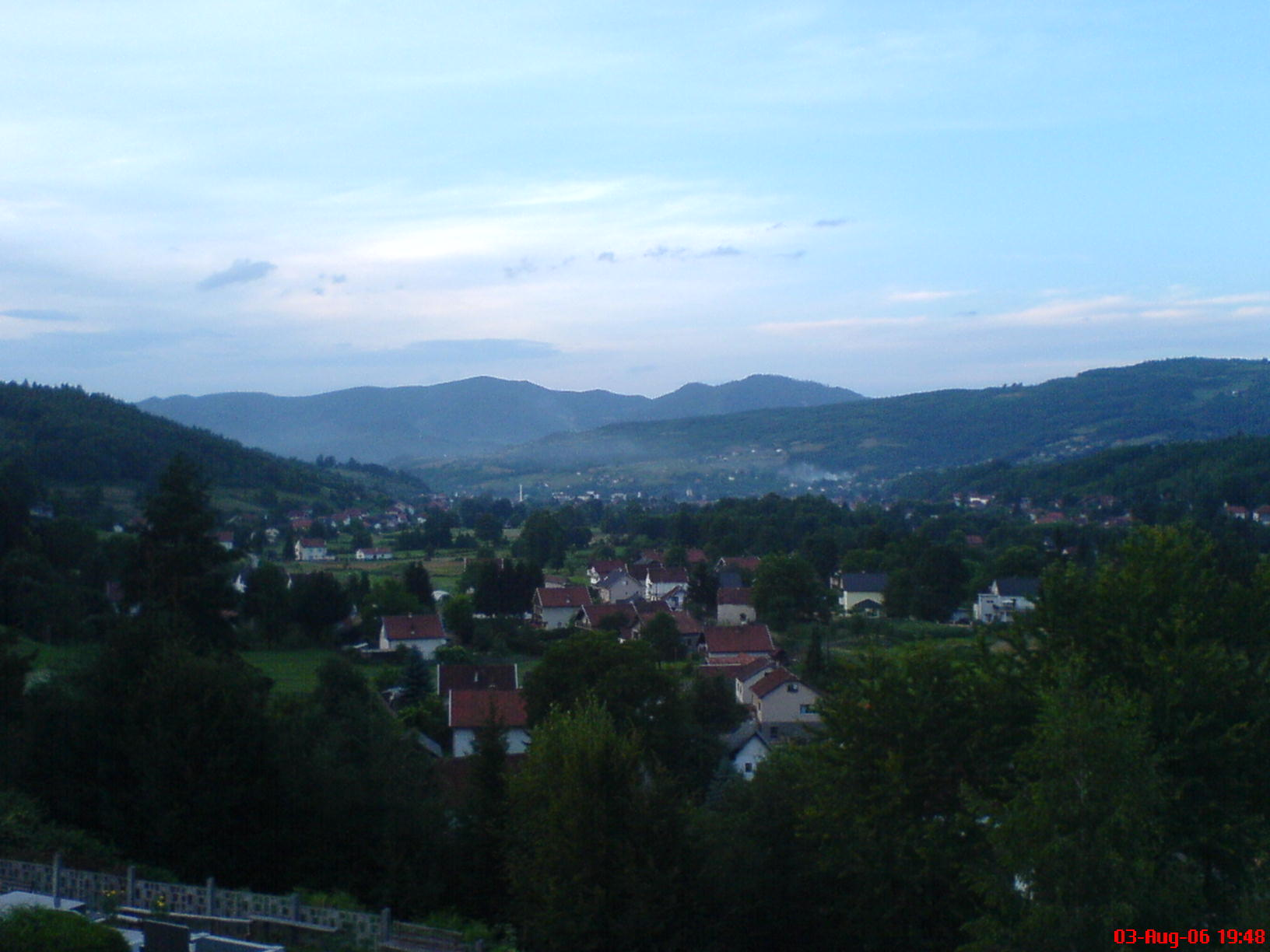
Uitzicht op Busovača vanaf Kupres
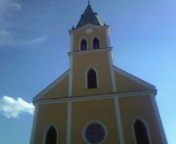
Katholieke Kerk in Busovača
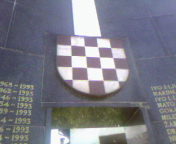
Monument ter nagedachtenis aan de omgekomen Kroaten in de oorlog